# Tiento
El tiento és una forma musical que es va dur a terme a Espanya i a Portugal durant els segles XVI i XVIII. És una composició generalment curta, lliure, polifònica i contrapuntística, que combinava diversos elements com la imitació, el cromatisme i diversos elements d'improvisació. Era destinada a la interpretació solista de diversos instruments (arpa, orgue, viola de mà o clavicèmbal). El seu principal objectiu era el de desenvolupar les qualitats interpretatives dels diversos instruments. S'intentava jugar amb el ritme, la distribució i la independència de mans i dits per crear efectes polifònics diversos.
La seva estructura està relacionada amb formes com la fantasia, el preludi, la tocata i el ricercare. El tempo varia segons quin tipus d'obra i la dificultat d'aquestes, ja siguin amb finalitats didàctiques o no. Aquesta forma podria considerar-se un avantpassat de l'estudi com a forma musical.
Els principals autors són Antonio de Cabezón i Francisco Correa de Arauxo

## Antonio de Cabezón
Antonio de Cabezón va néixer a Castrillo Matajudíos, prop de Burgos (1510–1566) i va ser un dels millors compositors espanyols del Renaixement. Va quedar cec quan era només un nen, aproximadament als vuit anys. Va arribar a ser músic de cambra de Carles V i anys després, també de Felip II, amb els quals viatjà i va conèixer els millors músics de la seva època.
Aquest compositor es va dedicar sobretot a la música per a teclat. Va treballar i desenvolupar formes com les diferències (variacions sobre cançons i danses franceses i espanyoles) i els tientos (motets instrumentals basats en la imitació).
Dotze anys després de la seva mort, el seu fill Hernando de Cabezón va publicar la seva obra que va portar el títol de "Obras de musica para tecla, arpa y vihuela de Antonio de Cabezón".
Alguns dels seus tientos principals són:
- Tiento (IX) del Quinto Tono
- Tiento (I) del Segundo Tono
- Tiento (III) del Primer Tono
- Tiento (XII) Sobre el Cum Sancto Spiritu de Beata Virgine de Josquin
- Tiento (VIII) del Octavo Tono
- Tiento (VII) del Quarto Tono

## Correa d'Arauxo
Correa d'Arauxo va néixer a Sevilla, Espanya, entre el 1576 i el 1577.
Dels 69 treballs per a orgue que va fer, 62 són tientos (fantasia espanyola, molts d'ells per registres mitjans). Els seus treballs el mostren com una de les més importants figures de la música per a orgue del barroc espanyol. L'any 1636 va ser nomenat organista de la catedral de Jaén i un temps després, el 1640 va aconseguir ser nomenat organista de la catedral de Segòvia.
La importància musical i històrica d'aquest compositor es basa en el seu tractat Facultat Orgànica, el qual va ser editat a Alcalá de Henares. A les seves obres es veu la unió del contrapunt i l'harmonia de la polifonia renaixentista amb un ritme viu i amb melismes virtuosos, el que és propi de la música espanyola del seu temps.
Va morir a Segòvia el 31 d'octubre de 1654.
Les seves obres més importants:
- Les seves obres més importants:
- Canto Llano de la Immaculada Concepción.
- Quinto Tiento de Cuarto Tono.
- Segundo Tiento de Primer Tono.
- Segundo Tiento de Sexto Tono.
- Tiento de Medio Registro de Baxon Sexto Tono.
- Tiento de Medio Registro de Triple de Cuarto Tono.
- Tiento de Medio Registro.
- Tiento de Octavo Tono.
- Tiento y Discurso de Medio Registro.

## Compositors
- Antonio de Cabezón (1510–1566)
- António Carreira (ca. 1520/30 – fl. 1587/97)
- Bernardo Clavijo de Castillo (1545–1626)
- Manuel Rodrigues Coelho (1555–1635)
- Sebastián Aguilera de Heredia (1561–1627)
- Francisco de Peraza (1564–1598)
- Gaspar Fernandes (1566–1629)
- Estacio de Lacerna (ca. 1570 – after 1616)
- Francisco Correa de Arauxo (1584–1654)
- José Ximénez (1601–1672)
- Josep Perandreu (fl. mit. s. XVII)
- Pablo Bruna (1611–1679)
- Joan Baptista Cabanilles (1644–1712)